# Hiperstena
Hiperstena és com es coneix al membre intermedi de la sèrie que formen l'enstatita i la ferrosilita. Des de l'any 1988 aquest terme està descreditat per l'Associació Mineralògica Internacional, la qual el cataloga fins i tot d'«innecessari». Actualment és considerat com a sinònim dels dos termes extrems de la sèrie.
La majoria de minerals classificats com a hiperstena són enstatites fèrriques. La fórmula de la hiperstena seria (Mg,Fe)SiO₃, tenint en compte que sovint es considera terme mitjà de l’esmentada sèrie.
Tot i tractar-se d'una espècie no gaire habitual va ser descrita a tots els continents del planeta, inclosa l'Antàrtida. Als territoris de parla catalana va ser descrita a la intrusió de charnockita d'Ansinyà, un municipi de la comarca de la Fenolleda, al departament dels Pirineus Orientals.

## Ennlaços externs
- Lloc web de mineralogia de la Universitat a distància Arxivat 2016-01-14 a Wayback Machine.
- Dades de la hiperstena
- Galeria de Minerals